# Tejay van Garderen
Tejay van Garderen (ur. 12 sierpnia 1988 w Tacoma) – amerykański kolarz szosowy. Mistrz i wicemistrz świata w jeździe drużynowej na czas.
Dziesięciokrotnie wygrywał młodzieżowe mistrzostwa Stanów Zjednoczonych w jeździe na czas bądź w wyścigu ze startu wspólnego. W 2010 zadebiutował w Vuelta a España, a w 2011 – w Tour de France, w którym na 8. etapie został wybrany najaktywniejszym kolarzem i był przez jeden dzień liderem klasyfikacji górskiej. W Tour de France 2012 zwyciężył w klasyfikacji do lat 25, w której prowadził od prologu do 7. etapu, a następnie odzyskał prowadzenie na 9. etapie (jazda na czas) i nie oddał do końca wyścigu. W klasyfikacji generalnej uplasował się na piątym miejscu, wyprzedzając między innymi lidera swojej grupy, broniącego tytułu Cadela Evansa.
Zdobywca złotego medalu mistrzostw świata w drużynowej jeździe na czas w 2014, uczestnik igrzysk olimpijskich w Londynie.

## Najważniejsze osiągnięcia
2008
- 1. miejsce na 9. etapie Tour de l’Avenir

2009
- 2. miejsce w Tour de l’Avenir

2010
- 2. miejsce w Tour of Turkey
- 3. miejsce w Critérium du Dauphiné

2011
- 2. miejsce w prologu Tour de Suisse
- zwycięzca klasyfikacji młodzieżowej w Tour of California
- 3. miejsce w USA Pro Cycling Challenge
  -  zwycięzca klasyfikacji młodzieżowej

2012
- zwycięzca klasyfikacji młodzieżowej w Paryż-Nicea
- 5. miejsce w Tour de France
  -  zwycięzca klasyfikacji młodzieżowej
- 2. miejsce w mistrzostwach świata (jazda druż. na czas)
- 4. miejsce w mistrzostwach świata (jazda ind. na czas)

2013
- 1. miejsce w Tour of California
  - 1. miejsce na 6. etapie
- 1. miejsce w USA Pro Cycling Challenge
  - 1. miejsce na 5. etapie
- 2. miejsce w Tour de San Luis
- 3. miejsce w Critérium International
- 4. miejsce w Paryż-Nicea
- 7. miejsce w Tour de Suisse

2014
- 2. miejsce w Tour of Oman
- 3. miejsce w Volta a Catalunya
  - 1. miejsce na 4. etapie
- 6. miejsce w Vuelta al País Vasco
- 1. miejsce w USA Pro Cycling Challenge
  - 1. miejsce na 3. etapie
- 1. miejsce w mistrzostwach świata (jazda druż. na czas)

2015
- 2. miejsce w Tour of Oman
- 1. miejsce na 4. etapie Volta a Catalunya
- 2. miejsce w Critérium du Dauphiné

2016
- 2. miejsce w Vuelta a Andalucía
  - 1. miejsce w prologu
- 5. miejsce w Volta Ciclista a Catalunya
- 10. miejsce w Tour de Romandie

2017
- 1. miejsce na 18. etapie Giro d’Italia
- 2. miejsce w mistrzostwach świata (jazda druż. na czas)

2018
- 3. miejsce w Volta ao Algarve
- 2. miejsce w Tour of California
  - 1. miejsce na 4. (ITT) etapie
- 3. miejsce w mistrzostwach świata (jazda druż. na czas)

2019
- 2. miejsce w Critérium du Dauphiné

2021
- 3. miejsce w mistrzostwach Stanów Zjednoczonych (jazda ind. na czas)

## Starty w Wielkich Tourach
| Grand Tour | 2010 | 2011 | 2012 | 2013 | 2014 | 2015 | 2016 | 2017 | 2018 | 2019 | 2020 | 2021 |
| ---------- | ---- | ---- | ---- | ---- | ---- | ---- | ---- | ---- | ---- | ---- | ---- | ---- |
| Giro       | –    | –    | –    | –    | –    | –    | –    | 20.  | –    | –    | –    | 84.  |
| Tour       | –    | 82.  | 5.   | 45.  | 5.   | DNF  | 29.  | –    | 32.  | DNF  | 91.  | –    |
| Vuelta     | 35.  | –    | –    | –    | –    | DNF  | DNF  | 10.  | –    | DNF  | 113. | –    |

## Rankingi
| Rok                | 2008 | 2009 | 2010 | 2011 | 2012 | 2013 | 2014 | 2015 | 2016 | 2017 | 2018 | 2019 | 2020  | 2021  |
| ------------------ | ---- | ---- | ---- | ---- | ---- | ---- | ---- | ---- | ---- | ---- | ---- | ---- | ----- | ----- |
| UCI World Calendar |      | -    | 67.  |      |      |      |      |      |      |      |      |      |       |       |
| UCI World Tour     |      |      |      | 170. | 32.  | 52.  | 22.  | 49.  | 51.  | 56.  | 90.  |      |       |       |
| World Ranking      |      |      |      |      |      |      |      |      | 87.  | 79.  | 104. | 132. | 2021. | 1390. |
| UCI Europe Tour    | 144. | 40.  |      |      |      |      |      |      | 303. | -    | 288. |      |       |       |
| UCI America Tour   | -    | -    |      |      |      |      |      |      | -    | -    | 146. | 11.  | 203.  | 218.  |
|                    |      |      |      |      |      |      |      |      |      |      |      |      |       |       |
| Źródło: UCI        |      |      |      |      |      |      |      |      |      |      |      |      |       |       |